# Szabó Béla (játékvezető)
Szabó Béla (1944–) magyar nemzetközi labdarúgó-játékvezető. Polgári foglalkozása vállalkozó, elnök-vezérigazgató.

## Pályafutása

### Labdarúgóként
Fiatal korában labdarúgó játékos volt, majd edző illetve játékvezető lett. 1972-ig játszott különböző csapatokban, Játékos pályafutását az NB. III-as MEDOSZ Erdért gárdájánál fejezte be. Ezután hét évig edzősködött, többek között a Ferencváros utánpótlásánál. A játékvezetéssel párhuzamosan az Erdért csapatnál edzősködött.

### Labdarúgó-játékvezetőként

#### Nemzeti játékvezetés
A játékvezetői vizsga megszerzését követően különböző labdarúgó osztályokban szerezte meg a szükséges tapasztalatokat. Az ellenőrök és sportvezetők véleménye alapján 1980-ban került az NB. II-es játékvezetői keretbe.  1983-ban az MLSZ JB vezetői válaszút elé állították: vagy edzősködés, vagy NB. I. A játékvezetést választva még ebben az évben, a Haladás–Vasas (1:0) találkozó vezetésével debütálhatott a legmagasabb osztályban. Az aktív játékvezetést 1989-ben a Győr–Békéscsaba (2:0) mérkőzés levezetésével fejezte be. Érdekesség, hogy az utolsó három bajnoki mérkőzésen – tudva, hogy kimarad a keretből – nem tudta teljesíteni a fizikai tesztet -, nem viselte a játékvezetői jelvényt. Foglalkoztatására jellemző, hogy az 1985/1986-os bajnoki idényben 15 mérkőzés levezetésére kapott lehetőséget. Első ligás mérkőzéseinek száma: 71

#### Nemzetközi játékvezetés
A Magyar Labdarúgó-szövetség Játékvezető Bizottsága 1985-ben terjesztette fel nemzetközi játékvezetőnek, a Nemzetközi Labdarúgó-szövetség (FIFA) bíróinak keretébe. Több nemzetek közötti válogatott- és klubmérkőzést vezetett.

## Sportvezetőként
Több labdarúgó egyesületnél (pl. Budapesti Erdért) edzői tevékenységet végzett. Rövid ideig (1998) az MLSZ Játékvezető Bizottság elnökségének tagja. A Limes Szabadidős Sportegyesület elnöke.

## Külső hivatkozások
- http://www.hunshooting.hu/images/stories/hirlevel/2009/2009_01.pdf%5B%5D